# Tintin au pays des Soviets
Vous lisez un « bon article » labellisé en 2014.
Tintin au pays des Soviets (titre complet sur la couverture : Les Aventures de Tintin, reporter du « Petit Vingtième », au pays des Soviets) est le premier album de la série de bande dessinée Les Aventures de Tintin, créée par Hergé, dessinateur belge.
Alors responsable du Petit Vingtième, le supplément jeunesse du journal belge Le Vingtième Siècle, Hergé reçoit de son rédacteur en chef l'abbé Norbert Wallez, la commande d'une bande dessinée dont le héros ferait un reportage en Union des républiques socialistes soviétiques (URSS). L'abbé fournit à Hergé le pamphlet Moscou sans voiles, dont l'auteur s'inspire très fortement, ce qui fait de cette aventure une critique particulièrement virulente du régime communiste.
Hergé considère cette œuvre comme une « erreur de jeunesse ». En effet, il fait preuve d'inconstance dans le caractère des personnages et dans le ton anticommuniste, mais il introduit néanmoins l'usage exclusif du dessin et des phylactères dans la bande dessinée européenne, comme Alain Saint-Ogan avant lui, et il montre un réel talent pour représenter le mouvement et le son. Outre la première apparition des célèbres personnages Tintin et Milou, plusieurs moments de l'album sont passés à la postérité, par exemple la scène de la manipulation des élections. Le héros échappe à des bolchéviques prêts à le tuer pour l'empêcher de révéler aux Occidentaux la réalité soviétique, et incarne un idéal de journalisme d'investigation courageux,,.
L’histoire est prépubliée dans le journal Le Petit Vingtième du 10 janvier 1929 au 8 mai 1930, puis paraît en album en septembre 1930. Elle est également publiée dans le magazine français Cœurs vaillants à partir d'octobre 1930. Celui-ci n’a qu’un tirage modeste comparé à d’autres journaux s’adressant au même public en France et publiant de préférence des BD américaines 
. C’est aussi le cas de l’hebdomadaire qui a publié cette aventure en Belgique.
Rapidement introuvable en librairie, car tiré à seulement 10 000 exemplaires, puis victime de la contrefaçon sur le marché noir, l'album ne sera réédité par les éditions Casterman qu'en 1973, au sein des Archives Hergé, plus de quatre décennies plus tard. Contrairement à une légende, Hergé n’a exprimé aucune réticence à cette réédition et dès 1969 un tirage hors-commerce de 500 exemplaires fut offert à un demi-millier de proches du dessinateur, qui l’avait réclamé dès 1965.
Jamais redessinée par les Studios Hergé, cette histoire reste dans son format original, en noir et blanc, jusqu'en 2017, quand les éditions Casterman et la société Moulinsart SA, chargée de l’exploitation commerciale de l’œuvre d’Hergé, en publient une version colorisée.

## Résumé
La trame de l’histoire se compose essentiellement de nombreuses péripéties, dans lesquelles Tintin et son chien Milou doivent se tirer de difficultés et de dangers, entrecoupées de scènes ouvertement anticommunistes.
Au temps de l’URSS de Staline, le reporter Tintin et son fox-terrier Milou sont envoyés à Moscou par Le Petit Vingtième afin d'y effectuer un reportage. Informés de son départ et des raisons de sa venue, les Soviétiques dépêchent un agent secret afin de le tuer, et font exploser son train, alors en Allemagne. Le héros en réchappe, mais est accusé de l’attentat par les autorités allemandes (la Schupo) et est emprisonné. Il réussit à s'enfuir et poursuit son voyage jusqu’en URSS. Dès la frontière, à Stolbtsy (Stowbtsy, dans l'actuelle Biélorussie), il est immédiatement traqué par la Guépéou, qui tente de l’arrêter ou de l’éliminer à plusieurs reprises : à l'aide d'une peau de banane, en le faisant dérailler, en se déguisant pour le piéger, et en le traquant dans son hôtel.

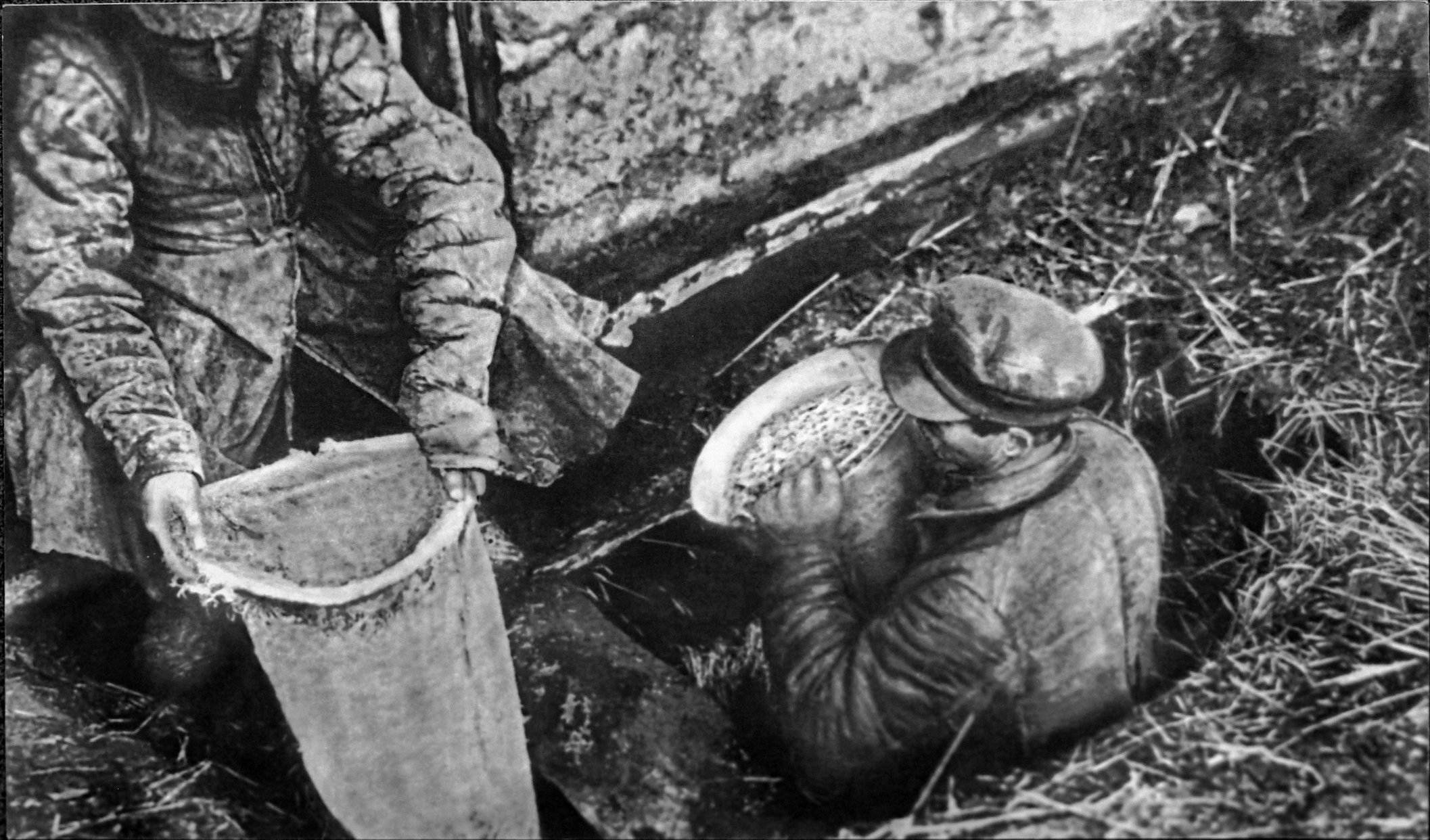
Membres de la Guépéou déterrant du blé caché.

Lorsqu’il arrive à Moscou, Tintin découvre un « bourbier infect » où les enfants meurent de faim, et où les habitants sont forcés de voter communiste sous peine de mort. Tintin s’engage dans l’armée pour l'observer voler les koulaks, puis intervient en aidant un paysan à cacher son blé. Son geste le condamne à mort, mais il s’enfuit vers les régions polaires, où la Guépéou envoie de nouveaux agents à sa poursuite.

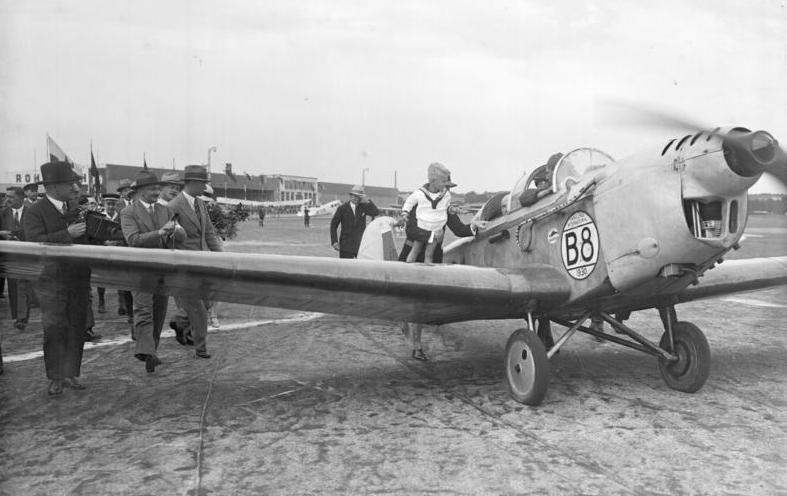
L'aéroport de Berlin-Tempelhof en 1930.

Les péripéties se succèdent. Tintin se bat contre un ours, puis boxe un Soviétique, et enfin se réfugie dans une cabane hantée, qui s’avère être un repaire secret pour stocker des richesses volées par le gouvernement. Il s’enfuit en avion et revient malencontreusement en Allemagne, à l'aéroport de Tempelhof. Il est à nouveau attaqué par la Guépéou deux fois,, mais s'en sort sans dommage. Alors qu’il essaie de retourner en Union soviétique, estimant ne pas avoir recueilli assez d’informations, la voiture qu'il a achetée avec la récompense de la police allemande dérape et Tintin et Milou sont projetés par une fenêtre dans un train. Celui-ci les reconduit à Bruxelles, où ils sont accueillis en héros, par une foule réunie devant l'ancienne Gare du Nord.

## Contexte d'écriture

La signature d'Hergé.

Depuis 1925, Georges Remi — qui signe son travail pour Le Boy Scout belge sous le pseudonyme Hergé — est employé au Vingtième Siècle. Ce journal de Bruxelles, dirigé par l’abbé Norbert Wallez, est résolument catholique et conservateur. Le quotidien se définit d'ailleurs comme un « journal catholique de doctrine et d’information ». Il est surtout proche d'une idéologie fasciste qu'incarne Benito Mussolini en Italie, tenu en haute estime par l'abbé. Celui qui deviendra quelques années plus tard le leader politique des rexistes, Léon Degrelle, y travaille aussi comme correspondant à l’étranger. De telles idées politiques ne sont alors pas rares en Belgique,, : le sentiment anticommuniste est puissant, comme en témoigne une exposition soviétique tenue à Bruxelles en janvier 1928 vandalisée au cours de manifestations des Jeunesses nationales de Pierre Nothomb, dont Léon Degrelle fait partie.
À son retour du service militaire, Hergé obtient un poste de reporter-photographe et de dessinateur, mais gagne avant tout sa place en réalisant des petits travaux graphiques à la demande. Il y apprend la reproduction par photogravure, l'art du lettrage, ainsi que le fonctionnement d'une rédaction. Wallez prend le dessinateur sous son aile, le pousse à s'ouvrir, à se dépasser, il lui donne le goût de la perfection et de la confiance en soi. Plus tard, l'abbé décide de la publication d’un supplément pour la jeunesse, Le Petit Vingtième, qui est intégré au Vingtième Siècle tous les jeudis (jour de congé pour les écoles belges), et son protégé en devient le rédacteur en chef. Le premier numéro paraît le 1er novembre 1928. Wallez charge aussi Hergé d'illustrer l’histoire L'extraordinaire aventure de Flup, Nénesse, Poussette et Cochonnet, écrite par un membre de la rédaction des sports, et de la publier dans le supplément. Ce travail de mauvaise qualité dure dix semaines, jusqu'au 4 janvier 1929,. En parallèle, Hergé écrit toujours Les Aventures de Totor, C. P. des Hannetons pour le journal scout Le Boy Scout Belge (depuis juillet 1926), une histoire en strips sur la vie de Totor, un chef de patrouille scout. À partir de janvier 1930, soit un an après les débuts de Tintin au pays des Soviets, Hergé commence aussi une nouvelle série intitulée Quick et Flupke,. Devant la charge de travail qui s'accumule, il demande à son rédacteur en chef d'embaucher des assistants : Eugène Van Nyverseel le rejoint le 1er janvier 1929, ainsi que Paul Jamin en mars 1930.
Le 30 décembre 1928, Norbert Wallez remarque deux planches de bande dessinée qu'Hergé a publiées dans le journal Le Sifflet : un gag entre un « petit enfant sage » et son chien blanc. Séduit, l'abbé propose à Hergé de reprendre ces personnages comme héros dans une histoire à paraître dans Le Petit Vingtième, et le 10 janvier 1929 débutent les aventures de Tintin et Milou . L'histoire se déroule en URSS, sur consigne encore de l'abbé, ouvertement anticommuniste, qui veut montrer aux jeunes Belges toute l'horreur du bolchevisme.
L'écrivain Philippe Goddin fait toutefois l'hypothèse que les premiers dessins préparatoires de Tintin au pays des Soviets ont lieu dès la fin novembre 1928. En effet, Hergé commence à cette période à intégrer des phylactères dans ses travaux, or ceux-ci ont une forme presque identique en novembre 1928 (pour L'Extraordinaire Aventure de Flup, Nénesse, Poussette et Cochonnet) et en janvier 1929 (pour Tintin), mais différente en décembre 1928 (pour les gags publiés dans le journal Le Sifflet).

## Conception deTintin au pays des Soviets
En 1929, Hergé n'a pas conscience d'être un pionnier de la bande dessinée, qui n'est pas encore considérée comme un art à part entière. Il se sert d'influences très diverses autour de lui, et son style s'améliore mois après mois. Il apporte des innovations majeures, comme l'utilisation du phylactère, même si la qualité générale de l'histoire est inégale.

### Documentation

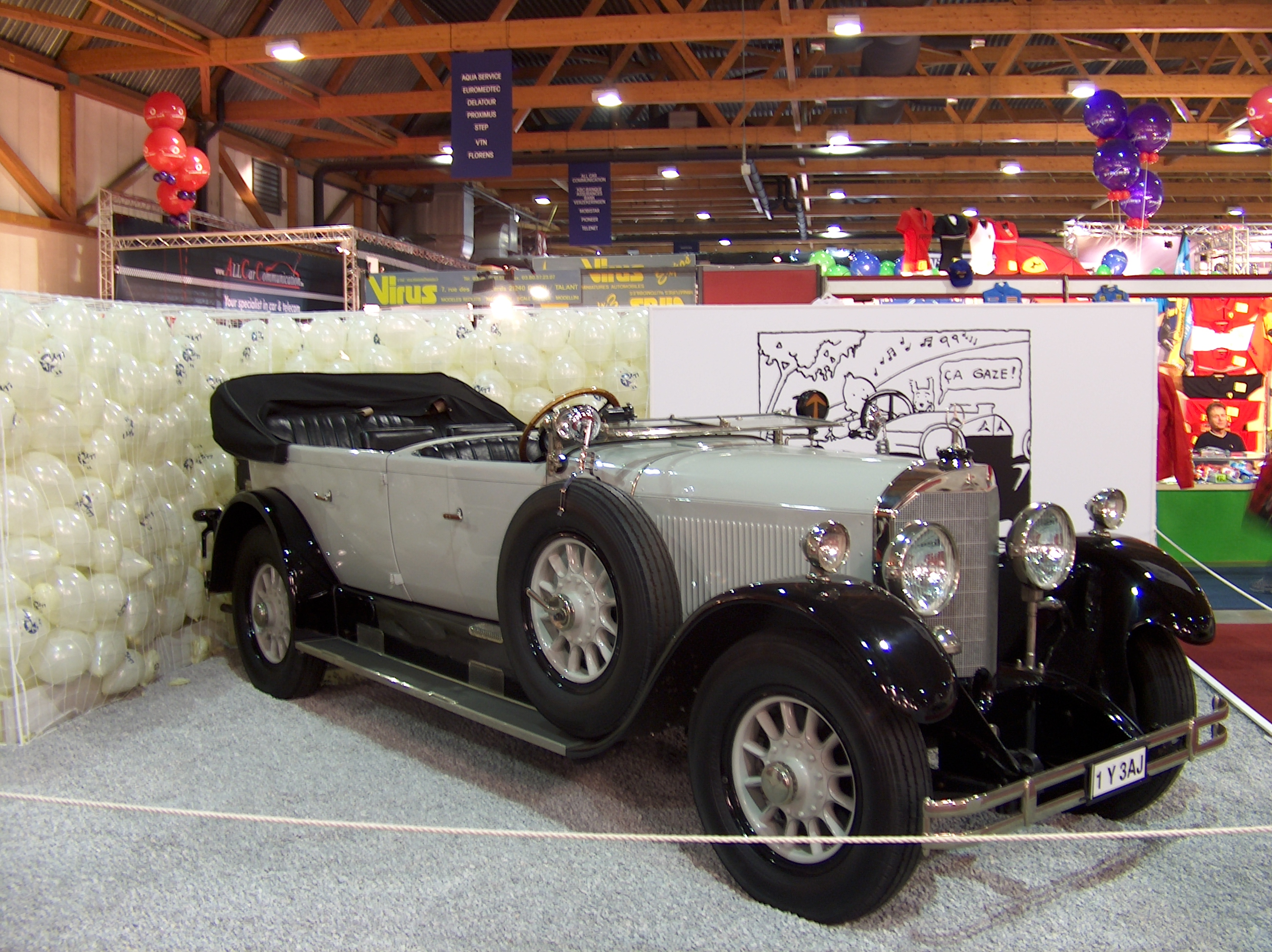
Une Mercedes Torpedo, le modèle que Tintin subtilise à Berlin.

#### Critique du communisme
Pour écrire Tintin au pays des Soviets, Hergé n'a pas le loisir de visiter le pays dans lequel il envoie Tintin, ni le temps de s'inspirer d'une abondante documentation. Par la suite, et en particulier à partir de l'album Le Lotus bleu, Hergé se documentera beaucoup plus pour chaque histoire.
Suivant le conseil de Norbert Wallez, il puise principalement ses informations dans le livre Moscou sans voiles. Neuf ans de travail au pays des Soviets, écrit par Joseph Douillet, ancien consul de Belgique en Russie, à Rostov-sur-le-Don. Douillet y attaque vivement le communisme et le gouvernement soviétique, en passant en revue tous les domaines : économie, santé, Komintern, etc.. Hergé copie des morceaux entiers du livre, par exemple une scène où des communistes se font élire en menaçant les votants avec leurs pistolets, qui est la mise en images de la citation ci-après tirée du livre de Douillet :
« Le communiste camarade Oubiykone (président sortant du comité exécutif) prononça un discours. Voici en quels termes il apostropha la foule :

Trois listes sont en présence : l’une est celle du parti communiste. Que ceux qui s’opposent à cette liste lèvent la main !
Simultanément, Oubiykone et ses quatre collègues sortirent leurs révolvers et désignèrent la foule des paysans, l’arme menaçante au poing. Oubiykone continua :
Qui donc se déclare contre cette liste ? Personne ? Je déclare que la liste communiste passe à l’unanimité. Il devient donc inutile de faire voter pour les deux autres. »
— Joseph Douillet, Moscou sans voiles
Hergé accentue par ailleurs l'effet de cette scène, car il dessine un public qui courbe l'échine progressivement, alors que les dirigeants ont eux le visage triomphant,. Il joue aussi avec la prétendue bonne santé économique du pays. Il reprend un passage de Moscou sans voiles où les Soviétiques simulent le fonctionnement de leur industrie lors de la visite de syndicalistes anglais. Tintin évente le subterfuge lorsqu'il découvre que la fumée provient de simples ballots de paille consumés et que les bruits de la production proviennent de tôles suspendues frappées,.
Il est parfois reproché à Hergé d'avoir critiqué l'URSS trop approximativement. Bien qu'il grossisse le trait en comparant Moscou à un « bourbier infect », de nombreux témoignages corroborent les techniques de spoliation des paysans russes ainsi que la famine soviétique de 1921-1922. L'auteur fait aussi allusion aux Atamans cosaques qui furent persécutés par le régime. Alors que Tintin va manger à l'auberge, un agent de la Guépéou prétend être l'un d'eux et avoir été victime des Soviets, afin de pouvoir s'approcher de lui sans éveiller sa méfiance. Tous ces éléments constituèrent de bons prétextes pour critiquer ce régime. Avec le temps, le tableau peint par Hergé cadre bien avec ce qui est connu aujourd'hui du pillage organisé par les bolcheviques. Toutefois, en dépit de la politique antireligieuse menée par ceux-ci (ayant imposé l'athéisme d'État), on trouve dans les décors quelques éléments évoquant l'Orthodoxie, comme les deux icônes au-dessus du lit de l'auberge où Tintin écrit son article, ou bien celle dans la maison du paysan.
Une autre inspiration, plus méconnue, provient d'une série d'articles écrits par Albert Londres (un modèle pour Hergé qui rêvait d'être reporter), à la une de L'Excelsior en mai 1920. Ils décrivent une URSS sans pitié, où règnent la faim, le froid et le dénuement.

#### Influences artistiques diverses
Hergé se remémore également Le Général Dourakine, roman de la comtesse de Ségur, qui lui inspire les scènes dans la steppe enneigée et la rencontre de Tintin avec un ours,.
Hergé n'a jamais caché sa passion pour les premiers films muets tournés alors qu'il était enfant. L'influence cinématographique est d'ailleurs importante dans cet épisode, en particulier celle de l'Américain Buster Keaton. Ainsi, la scène où Tintin dirige une draisine pour rattraper un train est inspirée du film Le Mécano de la « General » (à partir de la 15e minute et 52 secondes).

#### Sciences
Le bédéiste fait appel à la science à plusieurs reprises pour aider Tintin à se tirer de ses ennuis. Alors que Tintin est prisonnier d'un bloc de glace en pleine toundra, Milou déniche sous la neige un sac rempli de sel. Il le renverse alors sur le bloc pour le faire fondre, libérant ainsi son maître. Le chien, savant, s'inspire probablement de la technique de salage sur les routes, consistant à répandre du sel sur la chaussée afin de faire fondre la pellicule de glace ou de neige compactée qui s'y trouve. Le principe consistant à mélanger du sel à la glace pour la faire fondre, étudié par le scientifique François-Marie Raoult au XIXe siècle, est utilisé depuis longtemps. En effet, le mélange des deux ne se solidifie qu'en dessous de -21 °C, tandis que la glace pure se solidifie en dessous de 0 °C. L'abaissement du point de fusion permet donc de faire fondre la glace. Sauf qu'en imaginant cette scène, Hergé néglige un élément important. Le processus de dissolution du sel dans l'eau consomme de la chaleur. Celle-ci est prélevée dans le milieu environnant, mais également sur le corps de Tintin. Par conséquent, le journaliste aurait dû ressortir encore plus frigorifié et être victime d'hypothermie, tandis qu'il s'en tire indemne dans l'histoire.
Dans la cachette sous la cabane se trouve une pièce servant de réserve de dynamite : une des caisses contient de la cheddite. Il s'agit d'un explosif à base de chlorate de potassium ou de sodium et de dinitrotoluène, qui entrait dans la fabrication des grenades.
De retour à Berlin, Tintin et Milou sont victimes du bolchevique Boustringovitch, qui tente de les endormir à coup de chloroforme. Par la suite, ce produit reviendra à de nombreuses reprises dans la série. Typiquement, des personnages l'utilisent pour endormir quelqu'un. Ainsi, dans Le Secret de La Licorne, les complices des frères Loiseau chloroforment successivement Ivan Sakharine, puis Tintin. Mise au point en 1831, cette substance a été employée en médecine sur des patients comme anesthésique. Cet usage a été abandonné au début du XXe siècle.

#### Mode
Les tenues des Soviets sont quasiment toutes identiques. Elles consistent en une chemise ample partiellement ouverte sur le côté pour la tête, pantalon bouffant, bottes et casquette. Il en est ainsi pour le costume sur-mesure que porte Tintin, celui figurant sur la couverture de l'album en noir et blanc. Il est surprenant que les Soviets portent une casquette à visière, au lieu de la chapka traditionnelle. Celle-ci n'apparaît vraiment qu'à partir de la page 87, alors qu'il s'agit du couvre-chef le plus courant. Plusieurs personnages portent apparemment une toque en fourrure et Tintin se déguise en se coiffant d'une toque plutôt féminine. Mais on est loin de la réalité vestimentaire de l'époque. Toutefois, le manteau récupéré sur un cosaque par Tintin est assez réaliste : le bonnet en fourrure et les cartouches portées sur la poitrine en sont caractéristiques.

### Style
Dans ses travaux quotidiens pour Le Vingtième Siècle, Hergé acquiert une large palette de techniques graphiques, tant et si bien que son style dans Tintin au pays des Soviets paraît pauvre au regard de ce qu’il sait produire. Cela est lié à sa crainte que son dessin soit malmené lors de l’impression du journal : un trait trop fin risque de ne pas être imprimé, mais un trait trop large s’empâte. Aussi observe-t-on une réelle progression dans l’utilisation des différentes techniques, au gré de son apprentissage. Au départ, Hergé ne se complique pas la tâche : le trait est uniforme, constant, et il évite hachures et zones noires. Excepté pour les habits de Tintin, les vêtements sont en général clairs, et dès la planche 3, il ne dessine plus les ombres. Peu à peu, Hergé introduit des techniques de dessin plus complexes : il utilise le pointillé dans le tweed anglais, densifie les hachures à partir de la scène des fausses élections, et choisit un gris intégral pour représenter la pénombre. Vers la fin de l’histoire, les montants de lit présentent des motifs bien plus élaborés qu’au début,. Ce style épuré est de plus en plus maîtrisé au fil du récit, au point de devenir des années plus tard sa marque de fabrique. C’est l’ébauche de la ligne claire. Hergé confirme quelques années après la profonde influence qu'ont eue sur son travail Alain Saint-Ogan et son Zig et Puce. Il le rencontre en 1931 et lui rend hommage en 1933 dans Le Vingtième Siècle. Il déclare aussi plus tard :
« Je l'admirais, et je l'admire encore : ses dessins étaient clairs, précis, lisibles ; et l'histoire était narrée de façon parfaite. C'est dans ces domaines-là qu'il m'a profondément influencé. »
— Hergé, 
Chaque planche se compose généralement de six cases carrées, et de temps en temps de cases panoramiques (c’est-à-dire un strip d’une seule case). Ce n’est qu’après les débuts de Quick et Flupke qu'Hergé diversifie la taille des cases.
Quant aux phylactères, ils représentent une innovation de taille. Après Zig et Puce d’Alain Saint-Ogan, Tintin au pays des Soviets est la seconde bande dessinée européenne à utiliser uniquement le dessin et les bulles pour raconter l’histoire, sans textes explicatifs sous les cases. Les phylactères sont tracés à la main, et non à la règle. Ils sont en général en arrière-plan, donc les personnages sont placés devant les bulles, mais le texte reste entièrement visible. Auparavant, Saint-Ogan avait opté pour la solution inverse, en plaçant les phylactères au premier plan, quitte à leur donner une forme étrange autour des personnages. Hergé n’a pas pensé à différencier la forme des bulles pour distinguer ce qui relève de la pensée ou du dialogue. Cette uniformité engendre une certaine confusion dans le cas des monologues de Milou : il est parfois difficile de savoir à qui il s’adresse. Par ailleurs, Hergé a tendance à coller les phylactères sur les bords des cases, méthode qu’il abandonne en 1944, lors de la publication du Trésor de Rackham le Rouge en album, pour privilégier des phylactères légèrement entourés de dessins, afin d’agrandir la case. Cette innovation apparaît toutefois par endroits dans Tintin au pays des Soviets : on en trouve un exemple dès la première planche.
Par ailleurs, les caractères cyrilliques dans l'album sont dessinés par un journaliste du Vingtième Siècle ayant fui le régime soviétique, le comte Perovsky.

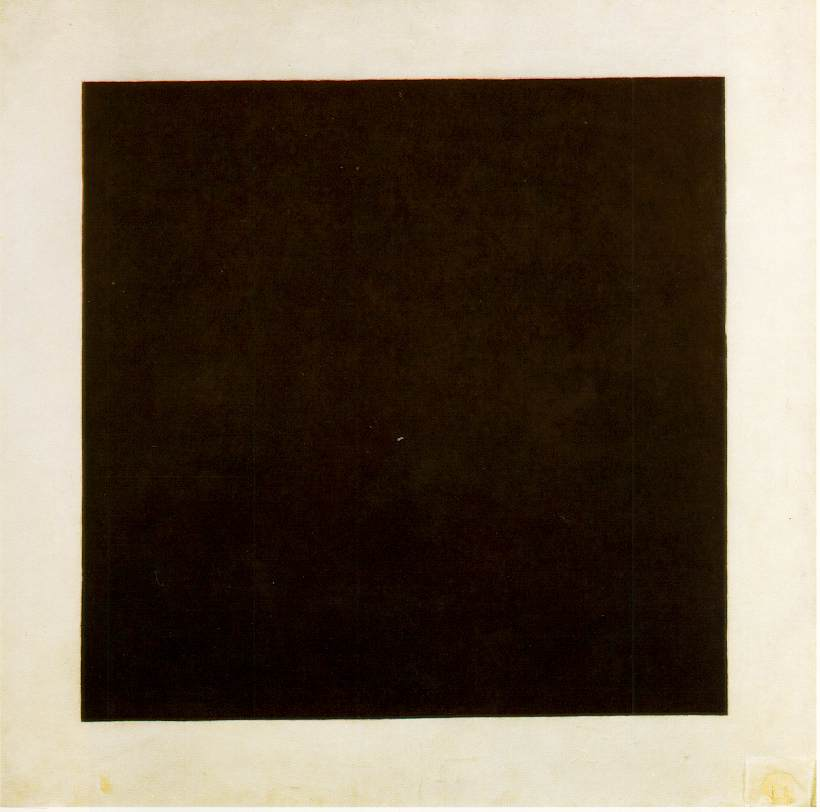
Carré noir sur fond blanc, de Kasimir Malevitch.

Hergé expérimente beaucoup sur le rendu du son. Les petits bruits ont leur place soit dans des phylactères, soit directement dans le dessin. Le choix des onomatopées est inégal : le tir d’un pistolet fait « pan », le choc des marteaux « bing », mais Tintin simule sa mort en poussant un « couic » et le choc d’une voiture avec un train fait « crac ». Parfois, certains sons sont attribués à un personnage à l’aide d’une bulle, bien qu'il n'en soit pas à l'origine. Ainsi, un Tintin plongeant dans l’eau semble dire « plouf ». Les mots sont épaissis pour leur donner plus de puissance. Les jurons étrangers ne sont pas traduits et restent en cyrillique ou en idéogrammes. Un silence inquiétant prend la forme d'une case toute noire sans aucune bulle, à la manière du suprématisme russe et de Kasimir Malevitch. D’autres dessins produisent leur propre son, sans qu’il y ait besoin d’étoiles ou d’onomatopées,.
L'excellence d'Hergé à représenter le mouvement, et en particulier la vitesse, est remarquée par beaucoup d'auteurs. Une sensation de fluidité et de dynamisme émane de la conduite en bateau de Tintin, et les cases de poursuite en voiture mettent en valeur son art de la composition. L'influence du futurisme italien se fait ici ressentir. À pleine vitesse, les roues d'une moto se déforment comme le sont les œuvres d'Umberto Boccioni, et les gestes rémanents de Tintin qui s'époumone à rattraper un train rappellent l'artiste Giacomo Balla, et à un degré moindre, le Nu descendant un escalier de Marcel Duchamp.

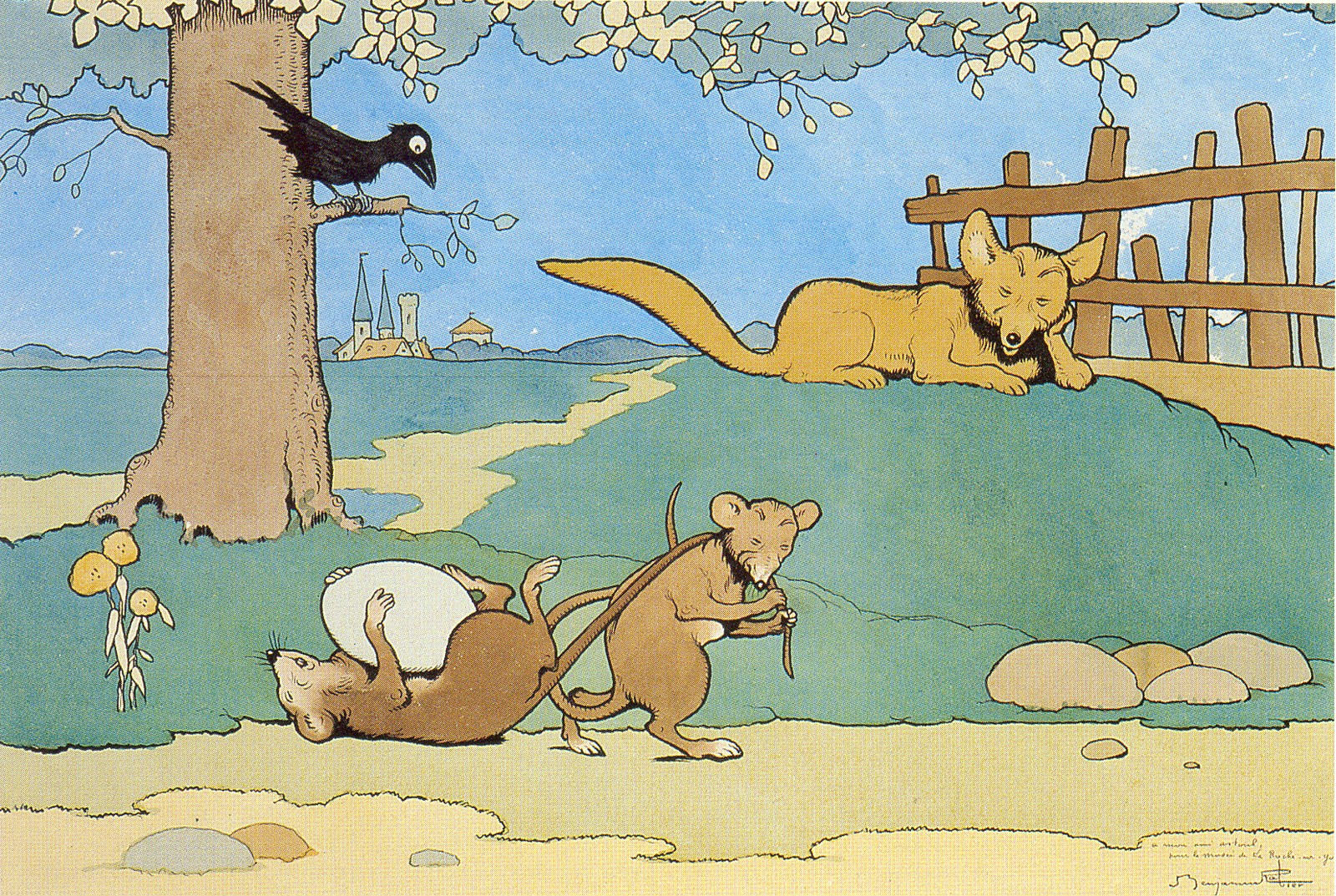
Les deux rats, le renard et l'œuf, de Benjamin Rabier.

L'influence des illustrations de Benjamin Rabier pour les Fables de La Fontaine, qu'Hergé a lues pendant son enfance, est aussi manifeste dans les animaux dessinés des planches 125 et 126,. On y reconnaît notamment la fameuse Vache qui rit dessinée par Rabier.
Le bédéiste reconnaît l'influence de l'illustrateur René Vincent au cours d'une interview avec Numa Sadoul :
« J'ai eu aussi [...] une vive admiration pour un dessinateur de mode français, René Vincent, qui avait un style « Art déco » très élégant. [...] On retrouve l'influence [de René Vincent] au début des Soviets, quand mes dessins partent d'une ligne décorative, une ligne en S, par exemple (et le personnage n'a qu'à se débrouiller pour s'articuler autour de ce S !). »
— Hergé, Tintin et moi, Numa Sadoul, p 122
Hergé reconnaît également avoir été influencé par l'Américain George McManus, auteur du comic strip La Famille Illico, dont les dessins lui plaisaient beaucoup. Citons également le Français Géo Ham, dont les dessins de véhicules en tous genres n'ont pu laisser le bédéiste indifférent. Bien qu'Hergé ne cite pas Marco de Gastyne parmi ses influences, il est probable qu'il avait eu connaissance de son travail. Le trait et l'humour des deux artistes sont semblables. Les Africains et les soldats des premiers albums d'Hergé sont étrangement similaires à ceux de Gastyne. Aussi, Hergé a peut-être repris dans ces premiers albums, consciemment ou non, des gags de Louis Forton. Dans Tintin au Congo, l'usage de la loupe et du soleil pour faire fuir l'éléphant rappelle celui de Bibi Fricotin (personnage de Forton) sur des lions, dans Bibi Fricotin boit l'obstacle.

### Narration
Par manque d'expérience, Hergé n'écrit pas son scénario en avance, ce qu'il fera seulement à partir du Lotus Bleu. L'aventure est une suite de gags, entrecoupée de dénonciations du totalitarisme soviétique, où Hergé improvise les péripéties chaque semaine.
« Je partais moi-même à l'aventure, sans aucun scénario, sans aucun plan : c'était réellement du travail à la petite semaine. [...] Tenez, Le Petit Vingtième paraissait le mercredi dans la soirée, et il m'arrivait parfois de ne pas savoir encore le mercredi matin comment j'allais tirer Tintin du mauvais pas où je l'avais méchamment fourré la semaine précédente ! »
— Hergé, 
Ce mécanisme donne lieu à des situations invraisemblables où Tintin semble doté de pouvoirs surhumains : devenu un bloc de glace, il dégèle grâce au sac de sel miraculeusement trouvé par Milou au beau milieu de la steppe, ou bien ce sont les balles des fusils qui ne l'atteignent jamais,. Cette improvisation désordonne le rythme, qui se rapproche de celui des Keystone Cops.
Dans Tintin au pays des Soviets, à la différence de la plupart des autres albums, Tintin n'est qu'un observateur de la misère soviétique. Il agit de temps en temps pour sauver un malheureux, mais il ne cherche pas à transformer ce monde ou à le placer sur une autre voie par sa seule force. Tintin est bien plus un reporter qu'un révolutionnaire. Il découvre aussi ce qui est une constante dans ses aventures : ce que les hommes perçoivent de leurs gouvernements n'est qu'une façade. Par exemple, les syndicalistes anglais visitent une fausse usine, et la maison hantée dans la steppe est une cachette pour les trésors volés par Lénine et Staline.
Par ailleurs, le rappel d'Hergé sous les drapeaux pendant l'été 1929 lui inspire la présence d'une manœuvre militaire qu'on peut voir aux planches 56-57.

### Personnages
Mis à part Tintin et Milou, les innombrables personnages de l’album sont secondaires, n’ont pas de nom et n’apparaissent généralement que le temps d’une ou deux pages. La plupart sont russes et jouent le rôle d’antagonistes.

#### Tintin
Tintin apparaît pour la première fois dans Le Petit Vingtième daté du 4 janvier 1929, pour annoncer le début de ses aventures qui aura lieu le 10 janvier,. Les recherches pour trouver la ou les sources d'inspiration du célèbre héros sont légion. Le lien avec Totor, une histoire également dessinée par Hergé, est évident et beaucoup d'auteurs présentent Tintin comme son petit frère naturel. Comme pour illustrer un passage de témoin entre les deux personnages, Totor fait lui aussi une apparition le 4 janvier dans Le Petit Vingtième. L'autre influence majeure est le frère de l'auteur, Paul Remi. Dans un article pour Le Soir en 1943, il affirme avoir copié « son caractère, ses gestes, ses attitudes », et dans les années 1930, leur ressemblance physique est flagrante.
Le mystère de la création de Tintin a ouvert la voie à d'autres hypothèses de recherche. Certains auteurs voient un lien avec Gédéon Spillett, l'un des héros de l'Île mystérieuse de Jules Verne, ou avec l'enfant américain Tom Sawyer, créé par Mark Twain. Pour d'autres, outre l'influence des reporters Albert Londres et Joseph Kessel, le journaliste Robert Leurquin, vedette du Vingtième Siècle, aurait servi de modèle. Dans son ouvrage Robert Sexé au Pays des Soviets, Janpol Schulz souligne les nombreuses similitudes entre Tintin et le reporter motocycliste Robert Sexé. Ce dernier réalisa un tour du monde, dont un résumé fut publié en 1926 dans Le Vingtième Siècle. Il est donc possible qu'Hergé se soit inspiré de cet aventurier,. Quant au Tintin-Lutin de Benjamin Rabier, qui raconte les aventures de Martin (surnommé Tintin) au visage et à la houppe semblables, Hergé dit ne l'avoir connu qu'en 1970, même s'il a pu le lire et l'avoir oublié en 1929. Enfin, Léon Degrelle, sur la fin de sa vie, estime avoir participé à la création de Tintin, ayant envoyé depuis le Mexique des comics américains à Hergé, qui le confirme en 1979. Toutefois, ces albums ne sont parvenus à l'auteur qu'au 1er février 1930, soit un an après le début de la publication de Tintin au pays des Soviets.
Hergé affirme avoir créé son personnage principal en cinq minutes. Sa silhouette est dessinée simplement, le visage est neutre, impersonnel. L'âge du héros est indéterminé, même s'il ressemble plutôt à un adolescent. D'ores et déjà, les lecteurs peuvent s'identifier à lui car Tintin ressemble à tout le monde. D'autres éléments sont forgés en glanant des éléments ici ou là. Tintin porte des culottes de golf parce qu'Hergé en met lui aussi parfois. D'abord porteur d'une simple mèche de cheveux, celle-ci se redresse et se transforme à la planche 8 en houppe caractéristique à la suite d'un coup de vent. Hergé s'est inspiré de Riquet à la houppe, conte de Charles Perrault qu'il a illustré un an auparavant dans Le Vingtième Siècle. Tintin est reporter, métier que rêve d'exercer Hergé (c'est justement dans Tintin au pays des Soviets que Tintin écrit l'unique article de l'ensemble de ses Aventures,). Son caractère est proche des valeurs du scoutisme et il se rend intrépide quand l'aventure s'offre à lui. Son caractère est toutefois inconstant au cours de l'histoire. À quelques planches d'intervalle, il montre d'abord du courage puis une grossière naïveté. Généreux avec les faibles, il est aussi prompt à se bagarrer dès que l'occasion se présente. À la décharge d'Hergé, il n'imagine pas un instant que cette histoire donnera naissance aux Aventures de Tintin.
Avec plus de recul, des auteurs ont étudié le lien entre les idées politiques d'Hergé (droite traditionnelle) et celles de son héros. Tintin s'oppose d'abord au communisme soviétique, puis au capitalisme américain dans Tintin en Amérique, et visite entre-temps l'empire colonial belge dans Tintin au Congo. Son sentiment national belge n'est pas vraiment développé, mais il porte en lui la maîtrise de la technologie occidentale : il sait utiliser les moyens de locomotion à sa disposition (bateau, avion, voiture), il construit une voiture sans outils, il répare une automobile sans remettre toutes les pièces, et il taille deux hélices d'avion avec un simple couteau,. C'est un personnage viril, fort, sans émotion apparente, qui rassemble en lui des traits caractéristiques de la jeunesse promue par l'extrême droite des années 1930.

#### Milou

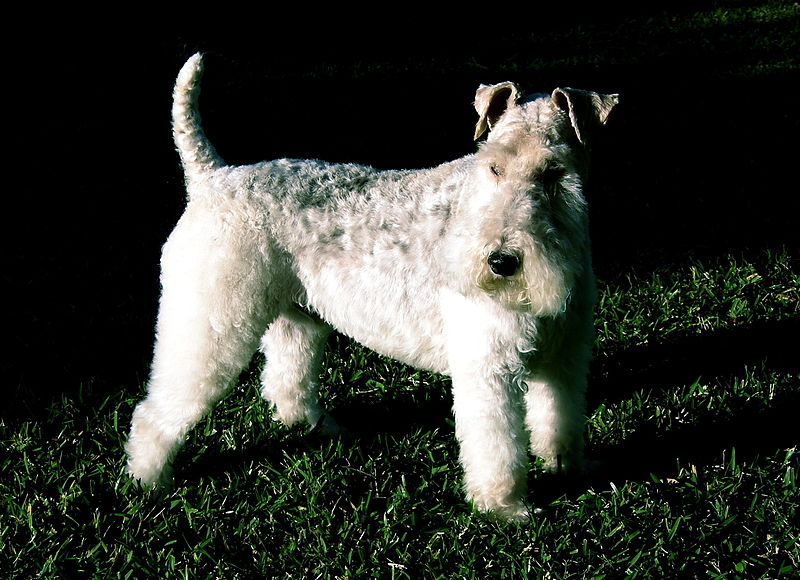
Un fox-terrier.

Milou est le chien (un fox-terrier à poil dur) de Tintin. Son nom vient d'une ancienne petite amie de l'auteur, Marie-Louise Van Cutsem, surnommée justement « Milou »,. Il est un personnage à part entière, en quelque sorte le jeune frère de Tintin, et est doué de la parole, même si son maître est le seul à pouvoir le comprendre. Ce dernier donne l'exemple à suivre, et il l'initie aux secrets du monde. En échange, Milou le flatte à chacun de ses succès. Le fait de ne pas pouvoir parler à d'autres que Tintin l'empêche d'être corrompu dans son innocence : tel l'Émile de Jean-Jacques Rousseau, seul Tintin fera son éducation. Attaché à lui-même et à son confort, il bataille volontiers aux côtés de son maître quand le besoin s'en fait sentir.
Avec ces deux héros, Hergé s'adresse à deux groupes de lecteurs : les plus âgés s'identifient à Tintin, un personnage volontaire et sûr de sa force, tandis que les plus jeunes se tournent vers Milou, dont les traits humains sont forcés.

## Publication

### Revues

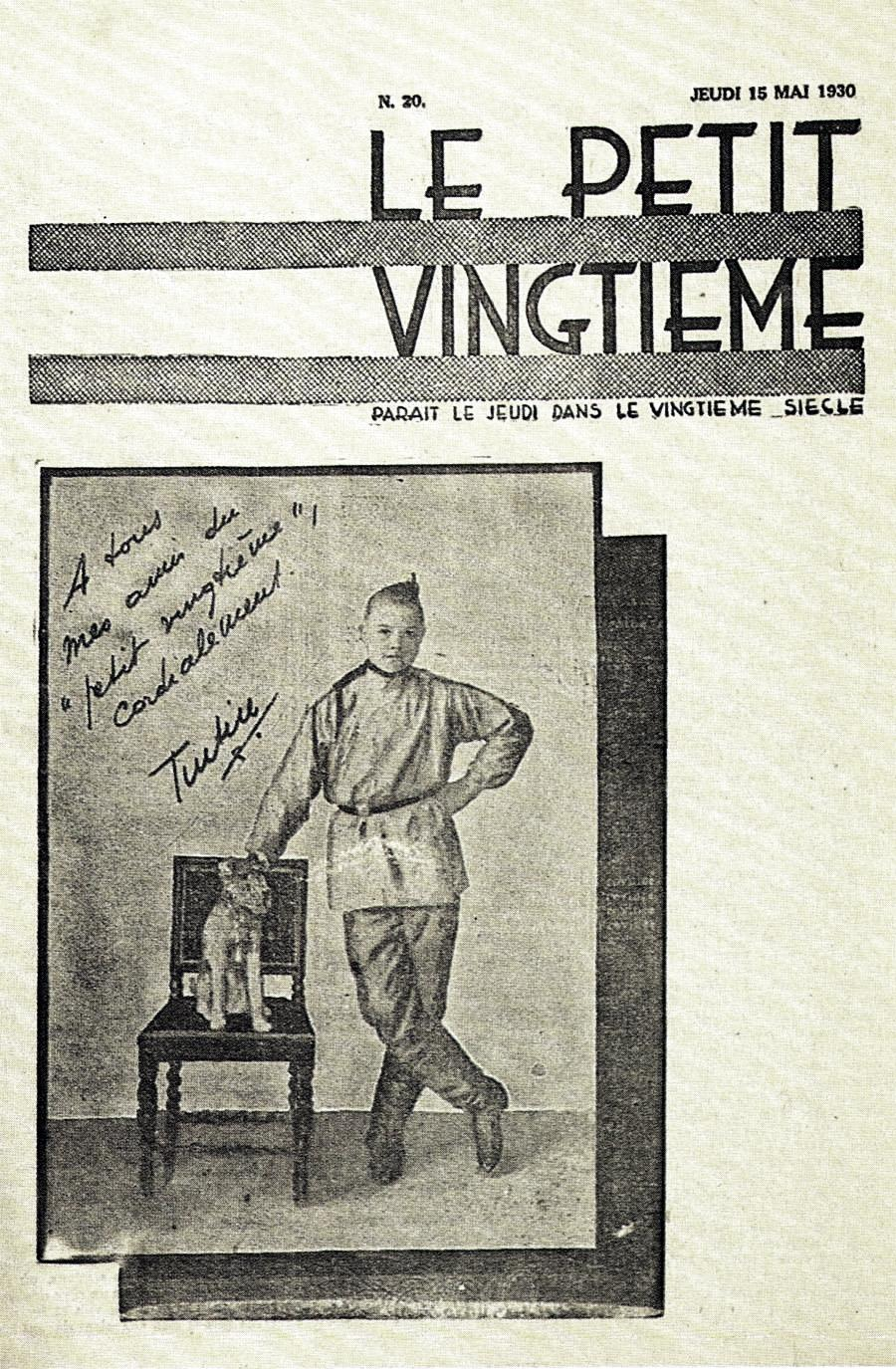
Couverture du Petit Vingtième publié le jeudi 13 mai 1930.

La publication démarre dans Le Petit Vingtième daté du 10 janvier 1929, à raison de deux planches par semaine. À l'exception du 21 février 1929 où il n'y a pas de parution et du 25 décembre 1929 où trois planches paraissent, le rythme est poursuivi jusqu'au 8 mai 1930, pour un total de 139 planches. Pour la parution du Petit Vingtième du 1er avril 1930, Hergé écrit une fausse lettre de la police d'État soviétique pour condamner le voyage de Tintin en URSS. Au-delà de l'effet de mise en scène, c'est aussi un moyen d'insister sur le caractère réaliste et politique de l'aventure. La parution de l'histoire en revue ne provoque pas de controverse politique ou d'indignation, même parmi les milieux communistes.

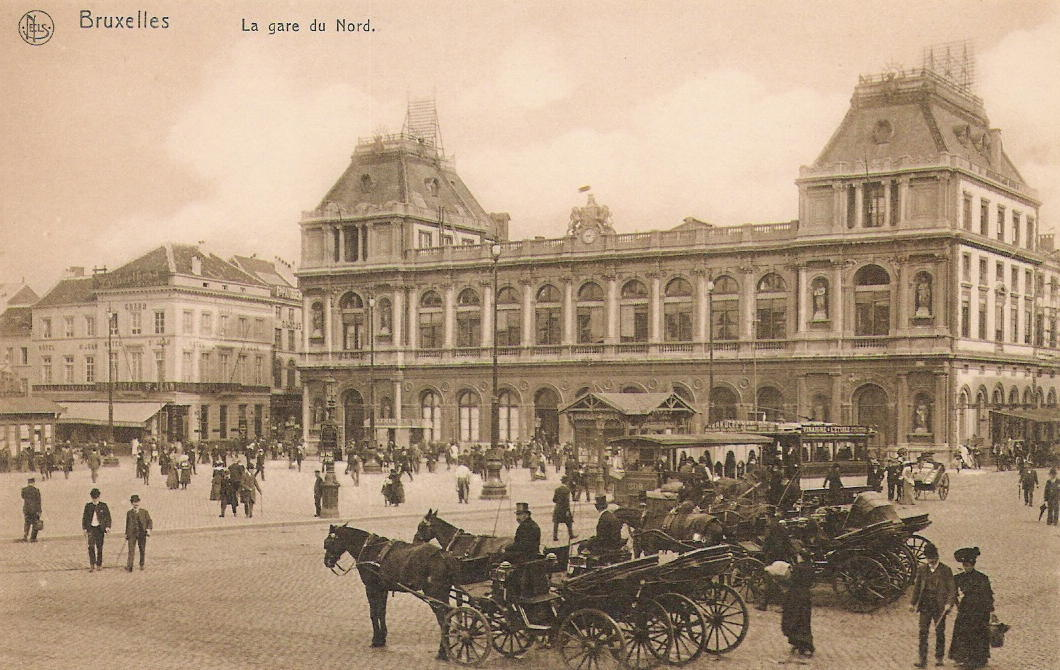
Ancienne gare Bruxelles-Nord, vers 1910.

Le 8 mai 1930, sur une idée de Charles Lesne, qui travaille au Petit Vingtième, le journal annonce le retour de Tintin à la gare du Nord de Bruxelles. Lucien Pepermans, un scout de 15 ans, est recruté pour jouer le rôle de Tintin qui revient d'URSS. Une foule de lecteurs l'accueille à la gare, l'accompagne jusqu'au siège du journal, et y entend son discours. Cette opération publicitaire est une franche réussite, d'autant plus qu'Hergé a anticipé ce succès en dessinant une scène identique à la fin de son histoire, qui paraît le jour même dans le journal,.
En octobre 1930, Hergé s'ouvre au monde français, car le journal Cœurs vaillants, dirigé par l'abbé Gaston Courtois, publie à son tour la première aventure de Tintin, après s'en être assuré l'exclusivité pour le marché français auprès de l'abbé Wallez. Entre l'auteur et Courtois, c'est le début d'une relation fructueuse, mais aussi orageuse, car le rédacteur en chef n'hésite pas à modifier le travail d'Hergé sans le prévenir. Dans le cas de Tintin au pays des Soviets, il ajoute des textes explicatifs sous les dessins, alors qu'Hergé avait bien pris soin d'éviter cette méthode.
En 1942, l'illustré breton Ololê (dirigé par Herry Caouissin) publie Tintin au Pays des Soviets avec l'autorisation d'Hergé, que Herry Caouissin avait connu à la rédaction de Cœurs Vaillants.

### Album
Pour une question de pagination, seules 138 des 139 planches dessinées par Hergé sont publiées en album : la planche 99 est coupée,. Initialement prévu pour juin 1930 et le Salon de l'Enfant, l'album est finalement publié en septembre 1930, aux éditions du Petit « Vingtième » dirigées par l'abbé Wallez. Malgré un prix élevé de vingt francs, les 10 000 exemplaires vendus en Belgique témoignent d'un succès déjà considérable même si ce tirage est très faible comparé à l’audience des journaux diffusant des BD américaines.
Norbert Wallez en profite aussi pour numéroter les 500 premiers albums, une pratique prémonitoire envers une série dont le succès à venir est encore incertain. Ces 500 albums sont dédicacés aux noms de Tintin et Milou, Hergé signant pour Tintin et Germaine Kieckens (sa future femme) pour le chien.
En 1936, Hergé est poussé par son nouvel éditeur, Casterman, à rééditer le déjà rare Tintin au pays des Soviets, ce à quoi il ne trouve rien à redire, mais beaucoup des clichés utilisés pour l'impression sont trop abîmés et doivent être refaits. D'autres albums passent donc en priorité.
Après la Seconde Guerre mondiale, Hergé et son studio se lancent dans la refonte des Aventures de Tintin pour y rajouter la couleur et les mettre en phase avec leur époque. Chaque album est concerné, mais il refuse catégoriquement de redessiner Tintin au pays des Soviets, pour plusieurs raisons. D'abord, il trouve ce premier album particulièrement mauvais et le considère comme une erreur de jeunesse[réf. nécessaire]. Ensuite, la refonte de l'histoire implique de tout recommencer, de la documentation jusqu'aux dessins, et Hergé ne s'en sent pas le courage [réf. nécessaire]. 
Selon la biographie contestée d’Assouline en 1996, il n'en tirerait aucun plaisir, mais l’enquête de Patrice Guérin en 2024 établit au contraire qu’Hergé a souhaité cette refonte en 1950 mais que le « travail colossal » exigé par son éditeur pour le très important On a marché sur la lune a pris tout son temps. À l’été 1961, Hergé est de nouveau partant par cette refonte, et il écrit à son éditeur pour réclamer une diffusion plus large que celle envisagée, afin de contrer la vente de "copies sous le manteau", en proposant d’écrire lui-même un texte de présentation mais l’éditeur refuse, dans une lettre signalant "plus d’opinions hésitantes ou farouchement négatives que d’avis enthousiastes".
Se "résignant à contre-cœur" à ce refus, il en prend cependant acte et déclare à L'Illustré en 1965, et sans mentionner cet album en particulier:
« Il n'est pas question que je reprenne tous mes albums au fur et à mesure de leur vieillissement. Tintin au pays des Soviets, Tintin au Congo ne seront probablement jamais réédités. »
— Hergé, 
. 
Hergé fait ainsi référence au refus de Casterman de rééditer, et même réimprimer le second en raison de l’indépendance au Congo, pas à une réticence de sa part à accomplir ce travail.
Mais en cette même année 1965, il revient à la charge pour obtenir un compromis, la réédition à un demi-millier d’exemplaires, dont il fait cadeau à ses amis "à partir de 1969".
Dès le début des années 1960, l'album était clairement introuvable et désormais ardemment réclamé dans le courrier des lecteurs qui n'ont pas lu cette première aventure. Il est vrai que depuis quelques années, le succès international de l'œuvre ne se dément pas. Des contrefaçons voient le jour, et l'album se vend très cher au marché noir. Avec le temps, Hergé apprend à accepter son travail de jeunesse, aussi anticipe-t-il la demande de son lectorat et propose-t-il à Casterman de publier Tintin au pays des Soviets sans la moindre retouche : peine perdue, son éditeur traîne les pieds. En septembre 1969, les Studios Hergé réalisent une reproduction de l'album en 500 exemplaires, qui ne sont pas vendus mais offerts à des amis de l'auteur,. Casterman ne s’y est résolu que sous la menace d’Hergé de faire appel à un concurrent suisse, les Éditions Rencontres, basées à Genève. Il est aussi en négociation avec Dupuis, selon le dessinateur Jacques Martin cité par Assouline et propose aussi Tintin au Congo, ce qui oblige Casterman à réimprimer en couleurs cette aventure dès 1970, et décider aussi en faveur des "Soviets" avant de "faire marche arrière à l’automne 1972" face à des pressions venues de Paris.
Le problème évoqué par Hergé dès 1961 reste entier car dans les années qui suivent, neuf éditions pirates sont publiées, ce qui incite l'auteur à porter plainte contre les librairies concernées. Décidé à mettre un terme aux éditions pirates, Hergé met en demeure son éditeur de prendre une décision de publication, dans un sens ou dans l'autre. Casterman ne sait comment réagir, car l'éditeur ne veut ni froisser son lectorat de gauche, ni prendre le risque de voir l'album publié chez un concurrent. Il opte donc pour une solution intermédiaire en 1973, en publiant Tintin au pays des Soviets, Tintin au Congo, Tintin en Amérique et Les Aventures de Totor, C. P. des Hannetons sous la forme d'un volume unique des Archives Hergé. En 1981, pour contrer de nouvelles versions pirates, Tintin au pays des Soviets est réédité sous forme d'un véritable fac-similé, qui se vend à 100 000 exemplaires en seulement trois mois.
Pour les 70 ans de Tintin, Casterman, avec l'autorisation de la Fondation Hergé, réédite l'album sous la même forme que les autres albums, contre la volonté d'Hergé qui voulait que le premier album de Tintin reste en dehors de la véritable série. Cette nouvelle édition est immédiatement tirée à 750 000 exemplaires. En 2017, une version colorisée de l'album est publiée par les éditions Casterman et Moulinsart SA, chargées de l'exploitation commerciale de l’œuvre,. Cette version amène à la colorisation des versions originales en noir et blanc des albums suivants.
En avril 2006, l'un des 500 exemplaires numérotés de Tintin au pays des Soviets est vendu aux enchères chez Artcurial pour 60 180 euros. À cette date, jamais un album de bande dessinée ne s'était vendu aussi cher.

## Domaine public
La première version de Tintin au pays des Soviets tombe dans le domaine public aux États-Unis — sur la base du droit américain — le 1er janvier 2025.
Cependant, ces conclusions sont contestées: pour Alain Berenboom, avocat pour la Fondation Hergé, Tintin n'entrera dans le domaine public aux États-Unis qu'en 2034 conformément à la Convention de Berne; tandis que pour la Fondation Hergé elle-même, les 95 ans permettant de calculer la mise dans le domaine public ne courent qu'à partir de la première date d'édition aux Etats-Unis, faisant entrer l'album seulement en 2054. En Europe un ouvrage n'entre dans le domaine public que 70 ans après le décès de son auteur, soit en 2054 pour l'ensemble des ouvrages d'Hergé, décédé en 1983.

### Autres références
1. ↑  "Hergé fils de Tintin", par Benoît Peeters aux Éditions Flammarion en 2016
2. ↑  "Les journalistes d'investigation sont des Tintin de l'info", dans Le Monde le 18 février 2005
3. ↑  "Journalisme d’investigation : mythe ou réalité ?" par Bernard Rappaz pour Géopolitis
4. 1 2 3 4  Guérin 2024, p. 102.
5. 1 2  Guérin 2024, p. 180.
6. ↑  Guérin 2024, p. 181.
7. ↑  Sadoul 2000, p. 63.
8. ↑  Sadoul 2000, p. 90.
9. ↑  Sadoul 2000, p. 109.
10. ↑  Cité dans Farr 2001, p. 14.
11. ↑  Patrick Mérand, La géographie et l'histoire dans l’œuvre d'Hergé, Sépia, 2015, p. 6 à 11.
12. 1 2 3 4 5 6  Patrick Mérand, Les arts et les sciences dans l'œuvre d'Hergé, Sépia, p. 4 à 9.
13. ↑  Sylvie Redon-Clauzard & Charles de Granrut, Tintin au pays des savants, Bruxelles/Paris, Éditions Moulinsart, 2003, 157 p. (ISBN 978-2-87424-015-7 et 2-87424-015-X), p. 140 à 142.
14. ↑  Goddin 2007, p. 124.
15. 1 2  Jacques Langlois, « Tintin et Milou, un duo pour la vie », Historia, Paris « Hors-série » « Les personnages de Tintin dans l'histoire : Les événements de 1930 à 1944 qui ont inspiré l'œuvre d'Hergé »,‎ juillet 2011, p. 19.
16. ↑  Goddin 2007, p. 126.
17. ↑  « Dans la famille Remi, je demande le frère... », Lire — Tintin, les secrets d'une œuvre, no 4 H,‎ décembre 2006, p. 16.
18. ↑  « Les premiers pas d'Hergé », L'Express — Hergé, la vie secrète du père de Tintin, no 5 H,‎ décembre 2009, p. 28-29 (ISSN 0014-5270).
19. ↑  Dominique Michonneau, « Le Poitevin Robert Sexé a-t-il inspiré Tintin ? », La Nouvelle République du Centre-Ouest,‎ 6 avril 2019 (lire en ligne).
20. ↑  « 31/7/2004 Robert Sexé, le Vendéen qui fut (peut-être) Tintin ».
21. ↑  « Les derniers secrets d'Hergé », Lire — Tintin, les secrets d'une œuvre, no 4 H,‎ décembre 2006, p. 20.
22. ↑  « Hergé sur la création de Tintin, entretien avec Michèle Cédric », sur franceculture.fr.
23. ↑  « Un étrange reporter », Lire — Tintin, les secrets d'une œuvre, no 4 H,‎ décembre 2006, p. 11.
24. ↑  « Planches de Tintin au pays des Soviets parues dans Le Petit Vingtième », sur bellier.org (consulté le 15 mars 2014).
25. ↑  Youenn Caouissin, « Quand la presse bretonne publiait “TINTIN AU PAYS DES SOVIETS” », sur argedour.bzh, 24 janvier 2017.
26. 1 2  Wilmet 2011, p. 14.
27. ↑  Tintin au pays des Soviets, fr.tintin.com, consulté le 16 mars 2014.
28. ↑  Wilmet 2011, p. 16-17.
29. 1 2  Guérin 2024, p. 182.
30. 1 2  Guérin 2024, p. 183.
31. 1 2 3 4 5 6 7 8  Guérin 2024, p. 184.
32. 1 2 3  Tornare 2014, p. 28.
33. 1 2  Guérin 2024, p. 185.
34. 1 2  Tintin au pays des Soviets re-re-réédité, ActuaBD.com, écrit le 20 août 1999, consulté le 16 mars 2014.
35. ↑  Wilmet 2011, p. 17.
36. ↑  Frédéric Potet, « « Tintin au pays des Soviets » prend des couleurs », Le Monde.fr,‎ 22 septembre 2016 (ISSN 1950-6244, lire en ligne, consulté le 23 septembre 2016).
37. ↑  « « Tintin au pays des Soviets » en couleurs : pour ou contre ? », sur lemonde.fr, 11 janvier 2017 (consulté le 29 juillet 2021).
38. ↑  « Soviets de luxe », Lire — Tintin, les secrets d'une œuvre, no 4 H,‎ décembre 2006, p. 15.
39. ↑  « Tintin, les Soviets et les Américains : l'histoire de gros sous », sur Actuallité, 1er février 2025 (consulté le 27 février 2025)
40. ↑  (en) Jennifer Jenkins and James Boyle, Directors of Duke Law School’s Center for the Study of the Public Domain, « January 1, 2025 is Public Domain Day: Works from 1929 are open to all, as are sound recordings from 1924! », sur Center for the Study of the Public Domain (consulté le 15 janvier 2025).
41. ↑  RTL info avec Laura Van Lerberghe et Philippe Godin, « Un album de Tintin est "tombé dans le domaine public" aux États-Unis: sera-t-il exploitable à souhait? », sur RTL Info, 2 janvier 2025 (consulté le 15 janvier 2025).
42. ↑  https://www.rtbf.be/article/la-question-est-loin-d-etre-tranchee-les-ayants-droit-de-tintin-contestent-son-entree-dans-le-domaine-public-11497643